# Andrea Corner (cardinale)
Andrea Corner (Venezia, 18 dicembre 1511 – Roma, 30 gennaio 1551) è stato un cardinale e vescovo cattolico italiano.

## Biografia
Figlio di Giacomo di Giorgio e di Marina di Orsatto Morosini, apparteneva al prestigioso ramo dei Corner residente a San Maurizio ed era pronipote della nota regina di Cipro Caterina Corner. Anche la madre proveniva da una famiglia particolarmente rilevante e ricca.
Appena ventenne fu eletto vescovo di Brescia, succedendo allo zio.
Soprannominato l'abate nero, fu uno dei tre cosiddetti abati Cornari, protagonisti del panorama intellettuale nella Venezia del primo Cinquecento.
Fu creato cardinale nel 1544. Il 9 gennaio 1545 ricevette la diaconia di San Teodoro. Il 27 giugno 1550 optò per la diaconia di Santa Maria in Domnica.
Morì a Roma nel 1551 e fu sepolto nella chiesa di sant'Agostino. Successivamente venne traslato a Venezia in San Salvatore.

## Stemma
- Partito d'oro e d'azzurro, caricato di una corona dell'uno nell'altro[2]